# Бур де Бигор
Бур де Бигор (фр. Bourg-de-Bigorre) насеље је и општина у јужној Француској у региону Миди Пирене, у департману Горњи Пиринеји која припада префектури Бањер де Бигор.
По подацима из 2011. године у општини је живело 178 становника, а густина насељености је износила 22,47 становника/km². Општина се простире на површини од 7,92 km². Налази се на средњој надморској висини од 340 метара (максималној 574 m, а минималној 331 m).

## Демографија
| 1962. | 1968. | 1975. | 1982. | 1990. | 1999. | 2011. |
| ----- | ----- | ----- | ----- | ----- | ----- | ----- |
| 248   | 258   | 231   | 214   | 177   | 182   | 178   |

График промене броја становника у току последњих година